# Минами-Сунамати (станция)
Станция Минами-Сунамати (яп. 南砂町駅 минами сунамати эки) — железнодорожная станция на линии Тодзай расположенная в специальном районе Кото, Токио. Станция обозначена номером T-15. Была открыта 29-го марта 1969 года.

## Планировка станции
Одна платформа островного типа и два пути.
| 1 | ○ Линия Тодзай | Ураясу, Ниси-Фунабаси, Тоё-Кацутадай, Цуданума            |
| 2 | ○ Линия Тодзай | Отэмати, Иидабаси, Такаданобаба, Накано, Линия Тюо Митака |

## Близлежащие станции
| «     |  | Линия        |  | »          |
| ----- |  | ------------ |  | ---------- |
| Тоётё |  | Линия Тодзай |  | Ниси-Касай |